# Didier Angibeaud
Didier Angibeaud est un footballeur international camerounais né le 8 octobre 1974 à Douala.

## Carrière
- 1993-1995 : Le Havre AC ( France)
- 1995-1996 : FC Istres ( France)
- 1996-1997 : Sporting Toulon Var ( France)
- 1997-1998 : OGC Nice ( France)
- 1998-2001 : SK Sturm Graz ( Autriche)